# Metriocnemus albiclava
Metriocnemus albiclava är en tvåvingeart som först beskrevs av Jean-Jacques Kieffer 1923.  Metriocnemus albiclava ingår i släktet Metriocnemus och familjen fjädermyggor.
Artens utbredningsområde är Tjeckien. Inga underarter finns listade i Catalogue of Life.